# Antiparnelliter
Antiparnelliter var en benämning på den grupp inom irländska nationalistpartiet, som vid partisplittringen 1890, orsakad av en skilsmässoskandal, vari den dittillsvarande partiledaren Charles Stewart Parnell var inblandad, tog parti mot denne. 
Till antiparnelliterna anslöt sig majoriteten av de irländska nationalisternas representanter i det brittiska underhuset. Deras ledare var J. M’Carty och partiet var mer klerikalt sinnat samt mer beroende av den katolska kyrkan än parnelliterna. Splittringen mellan grupperna bestod länge efter Pernells död 1891 och övervanns först 1900, då de återförenades under ledning av parnelliten John Redmond.